# In der Schlucht
In der Schlucht (russisch В овраге, W owrage) ist eine Erzählung des russischen Schriftstellers Anton Tschechow, die 1899 in Jalta entstand und im Januarheft 1900 der Sankt Petersburger Zeitschrift Schisn erschien. Die Übertragung ins Deutsche von W. Czumikow und M. Budimir brachte Eugen Diederichs 1904 auf den Markt. Die Erzählung war bereits 1901 in der Wochenzeitschrift Die Neue Zeit erschienen. 1947 kam die Übersetzung von Reinhold Trautmann heraus.

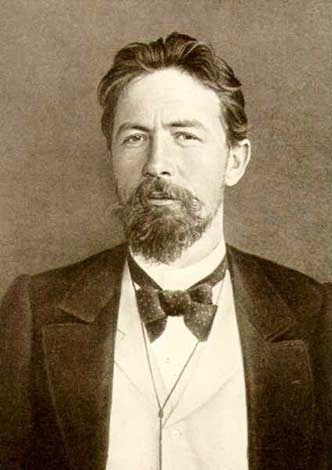
Anton Tschechow

Die Handlung setzt um das Jahr 1889 ein.

## Inhalt
Der 56-jährige Kolonialwarenhändler Grigori Petrowitsch Zybukin aus Jepifan hatte sich vor Jahren in dem Dorf Uklejewo, dem Ort der Handlung, niedergelassen. Letzteres versteckt sich in einer sumpfigen Schlucht in der Gegend um Melichowo. Nahe beim Dorf liegen eine Bahnstation und eine Kattundruckerei. Der Witwer Grigori hat zwei Söhne. Nachdem der taube Kaufmann Stepan, das ist der jüngere der beiden Söhne, die schöne, schlanke, geschäftstüchtige Xenija Abramowna – Aksinja genannt – geheiratet hat, ehelicht Grigori die stattliche Warwara Nikolajewna aus der Gegend um Uklejewo. Während Stepan gar nicht das Zeug zum Kaufmann besitzt, hat seine Ehefrau als Kaufmannsfrau beträchtlichen geschäftlichen Erfolg; kommandiert die Arbeiter in ihrer Ziegelei im benachbarten Butjokino.
Der ältere Sohn Anissim Zybukin, in der Stadt als Detektiv bei der Kriminalpolizei tätig, wird 28-jährig mit der noch halb kindlichen, mittellosen, verschüchterten Tagelöhnerin Lipa aus dem Dorf Torgujewo verheiratet. Auf der Hochzeit wird gesungen und getanzt. Anissim schenkt jedem Musikanten und Sänger einen halben Rubel. Nach der Hochzeit geht Anissim zurück in die Stadt und lässt Lipa bei den Seinen zurück. Die junge Frau, als Bettlerin geboren, fürchtet sich vor Aksinja.
Anissim kommt wegen Falschmünzerei ins Gefängnis und wird als Zwangsarbeiter für sechs Jahre nach Sibirien verbannt. Der Polizist hat auf seiner Hochzeit Falschgeld verschenkt. Der alte Grigori kommt über die Verfehlung des Sohnes nicht hinweg. Er weiß nicht mehr, welches Stück von seiner Barschaft falsch und welches echt ist. Lipa bringt einen Sohn zur Welt: Nikifor. Die glückliche Mutter singt dem Kinde vor: „Du wirst sooo groß werden... und wir gehen zusammen auf Tagelohn!“ Auf Anraten Warwaras vermacht Grigori dem einzigen Enkel Nikifor Butjokino. Die kinderlose Aksinja, die dort immer noch sehr erfolgreich Ziegel brennen lässt, ist außer sich vor Wut und übergießt den Säugling Nikifor mit einer Schöpfkelle kochenden Wassers. Das kleine Kind stirbt am selben Tag qualvoll im Krankenhaus.
Drei Jahre nach Nikofors Tode: Lipa wurde von der Hausherrin Aksinja längst vertrieben und schlägt sich als Tagelöhnerin durch. Auf dem Heimwege von der Arbeit begegnet Lipa dem heruntergekommenen, halb verhungerten Schwiegervater. Die junge Frau schenkt ihm ein Stück Pastete mit Grütze. Grigori verzehrt es unter Tränen.

## Form
Gesellschaftskritik
Es liegt eine indirekte Kritik vor. Die verhaltene Stimme vernimmt nur, wer ein wenig genauer hinhört: Zum Beispiel kurz bevor Zybukin seinen Sohn Anissim verheiratet, nähen zwei Schneiderinnen die Kleider für Warwara und Aksinja. Die beiden Schneiderinnen weinen, als sie ihren Lohn in Händen halten: Stearinkerzen und Sardinen – Waren, die sie nicht brauchen. Zur Hochzeit dann wird die Kritik wesentlich direkter. Ins Haus kommen: die Geistlichen, die Angestellten der Fabrik mit ihren Frauen, die Händler und Schankwirte, der Bezirksälteste und der Bezirksschreiber. Die Dorfbewohner werden nicht bewirtet. Sie halten auf Zybukins Hof lediglich Maulaffen feil. Eine der Zuschauerinnen schreit den Feiernden zu: „Ausgesaugt habt ihr uns, ihr Hunde, und keiner ist da, der euch an den Kragen geht!“ Als Warwara auf der Hochzeit tanzt und Grigori dazu mit den Absätzen aufstampft, sind jene Zuschauer aus dem Dorf begeistert und verzeihen den Zybukins für einen Augenblick ihren Reichtum und dessen Erwerb.
Sühne
Tschechow wählt und nutzt das Fehlen jeglicher Sühne als Formelement, wenn er russische Industrielle bloßstellt, die in ihrer maßlosen Habgier gleichsam über Leichen gehen. Aksinja, die doch Nikifor umgebracht hat, kommt ohne jede Strafverfolgung geschweige denn Strafe davon und triumphiert letztendlich. Grigori und Warwara bedauern bloß, dass es Lipa nicht verstanden hat, den eigenen kleinen Sohn zu schützen. Niemand verliert ein einziges Wort über Aksinjas Schuld oder schuldigt sie gar an. Aksinja reißt die Herrschaft über das Haus Zybukin an sich und lässt den Schwiegervater verkommen.
Moral
Warwara fungiert als die einzige moralische Instanz in der Erzählung. Sie gibt den Armen und klagt: „Wir betrügen die Leute gar zu sehr.“
Tragik
Die tragische Figur in der Erzählung ist der alte Grigori. Erscheint er anfangs und über weite Textstrecken hinweg als der Herr des Hauses Zybukin, so hat ihn endlich die Schwiegertochter Aksinja zum Landstreicher gemacht.

## Verfilmung
- 1994, Russland, Lenfilm: Ein goldener Ring, ein Strauß roter Rosen[5] – Film von Dmitri Dolinin[6] mit Jelena Korikowa als Lipa und Wiktor Pawlow als Grigori Zybukin.

## Rezeption
- Nabokov[7] erkennt Lipa als „Hauptperson der Erzählung“[8], bewundert in seiner zitatgespickten Besprechung, die Form betreffend, mehrere „Geniestreiche“ Tschechows und nennt „Grigoris ganze Familie eine Maskerade der Täuschung“[9]. Mit der Maskerade meint Nabokov
  - das Aushängeschild Kolonialwarenladen für Schnapsverkauf[10],
  - hinter Aksinjas Heiterkeit verbergen sich Betrug[11] und Ehebruch[12],
  - Tschechow gibt Anissims Arbeit als Detektiv in der Stadt tröpfchenweise preis[13] und
  - Warwara erscheint als „hohle Schale aus oberflächlicher Freundlichkeit“[14].
- Dezember 2004 Hans-Georg Lützenkirchen in literaturkritik.de: „Lebenswahrheiten“ aus der Provinz

## Deutschsprachige Ausgaben

### Erstausgaben
- In der Schlucht. Die Neue Zeit, 1901
- In der Schlucht. In Anton Tschechow: Gesammelte Werke. Bd. 5. Übersetzer W. Czumikow u. M. Budimir, Diederichs, Jena 1904

### Ausgaben
- In der Schlucht. Dr. Riederer-Verlag, Stuttgart um 1950. Band 54 der Reihe Perlenkette. 71 Seiten

### Verwendete Ausgabe
- In der Schlucht. Deutsch von Hertha von Schulz. S. 489–535 in Wolf Düwel (Hrsg.): Anton Tschechow: Die Dame mit dem Hündchen. Meistererzählungen. (enthält noch: Die Gattin. Anna am Halse. Weißstirnchen. Der Mord. Ariadna. Das Haus mit dem Zwischenstock. Mein Leben. Die Bauern. Der Petschenege. In der Heimat. Auf dem Wagen. Bei Bekannten. Der Mensch im Futteral. Die Stachelbeeren. Von der Liebe. Jonytsch. Ein Fall aus der Praxis. Herzchen. Das Neue Landhaus. Auf der Dienstreise. Zur Weihnachtszeit. Der Bischof. Die Braut). 612 Seiten. Rütten & Loening, Berlin 1967 (1. Aufl.)